# Daimajin
Daimajin (jap. 大魔神) – japoński film typu kaijū z 1966 roku w reżyserii Kimiyoshiego Yasudy. Pierwszy film z serii o Daimajinie.

## Obsada
- Miwa Takada jako Kozasa Hanabusa
- Yoshihiko Aoyama jako Tadafumi Hanabusa
- Jun Fujimaki jako   Kogenta
- Ryutaro Gomi jako Samanosuke
- Ryuzo Shimada jako  Tadakiyo Hanabusa
- Tatsuo Endo jako Gunjuro
- Shosaku Sugiyama jako Yusuke Kajiura
- Riki Hashimoto jako
  - Hanzo Motoki
  - Daimajin
- Saburo Date jako Ippei Cyjuma
- Otome Tsukimiya jako Shinobu
- Keiko Kayama jako  Haruno
- Eigoro Onoe jako Gosaku
- Gen Kimura jakoMosuke
- Hideki Ninomiya jako młody Tadafumi
- Shizuhiro Izoguchi jako Take-bo
- Yutaro Ban jako Mondo
- Hideo Kuroki jako Magojuro